# Echinolampas ovata
Echinolampas ovata és una espècie de garota o eriçó de mar irregular. S'ha descrit a Sri Lanka, l'Índia i Austràlia. És un animal bentònic que es troba en mars tropicals.